# András Veres
András Veres (Nyírbátor, 30 de novembro de 1959) é um clérigo húngaro e bispo católico romano de Győr.
Depois de se formar no colégio, András Veres estudou teologia católica na escola de gramática beneditina em Győr, primeiro no pré-seminário da Arquidiocese de Eger e depois em Budapeste. De 1983 a 1988 continuou seus estudos no Collegium Germanicum et Hungaricum de Roma, onde obteve a licenciatura em teologia moral pela Accademia Alfonsiana. Em 2 de agosto de 1986 foi ordenado sacerdote pela Arquidiocese de Eger.
Em 1989, ele concluiu o doutorado na Academia Teológica de Budapeste.
O Papa João Paulo II o nomeou bispo titular de Cissa e bispo auxiliar em Eger em 5 de novembro de 1999, e o ordenou bispo em 6 de janeiro de 2000 na Basílica de São Pedro; Os co-consagradores foram os Arcebispos da Cúria Giovanni Battista Re e Marcello Zago.
Em 20 de junho de 2006, o Papa Bento XVI nomeou András Veres como sucessor de István Konkoly como bispo de Szombathely.
Na primavera de 2011, após a renúncia de Mihály Mayer, Veres também chefiou a diocese de Pécs como Administrador Apostólico por três meses.
O Papa Francisco o nomeou Bispo de Győr em 17 de maio de 2016. A posse ocorreu no dia 16 de julho do mesmo ano.

Brasão como Bispo de Szombathely.